# Torneo Clausura 2018 (Honduras)
El Torneo Clausura 2018 (también llamado Copa Salva Vida de Clausura 2018, por motivos de patrocinio), fue la (73.ª edición) de la Liga Nacional de Honduras, siendo el segundo torneo de la Temporada 2017-18. Comenzara a disputarse el día 20 de enero y culminará el 19 de mayo de 2018.
El mejor campeón del campeonato clasificará a la Liga de Campeones de la Concacaf 2019. Mientras que los subcampeones de ambos torneos cortos accederán a la Liga Concacaf 2018.

## Sistema de competición

### Fase de clasificación
En la fase de clasificación se observará el sistema de puntos. La ubicación en la tabla general está sujeta a lo siguiente:
- Por juego ganado se obtendrán tres puntos.
- Por juego empatado se obtendrá un punto.
- Por juego perdido no se otorgan puntos.

El campeonato se jugará con un sistema de «Todos contra Todos» entre los diez equipos participantes. Los partidos estarán definidos en 18 jornadas, y al finalizar las mismas los primeros dos lugares clasificarán de manera automática a las semifinales, mientras que los equipos que ocuparon el 3°, 4°, 5° y 6° puesto tendrán que jugar la «Liguilla final» (repechajes) en partidos de ida y vuelta; el resto de los equipos quedará sin ninguna opción a pelear por el título.

### Fase final
La fase final se definirá por las siguientes etapas:
- Repechajes
- Semifinales
- Final

A las semifinales clasificarán los dos equipos vencedores de la «Liguilla final» y los antes clasificados de manera directa. Cada uno de estos cuatro equipos se enfrentarán en dos partidos (ida y vuelta) y el que logre anotar el mayor número de goles obtendrá un cupo en la «Gran Final». De existir empate en el número de goles anotados, la clasificación se definirá a través del Reglamento, es decir, el equipo que haya anotado el mayor número de goles en condición de visitante.
Disputarán el título de Campeón del Torneo de Clausura 2018 los dos clubes vencedores de la fase semifinal correspondiente, reubicándolos del uno al dos, de acuerdo a su mejor posición en la Tabla de Clasificación al término de la jornada 18.

## Información de los equipos

### Equipos participantes
| Equipo            | Ciudad         | Entrenador       | Estadio                                                           | Aforo                | Primera participación |
| ----------------- | -------------- | ---------------- | ----------------------------------------------------------------- | -------------------- | --------------------- |
| Olimpia           | Tegucigalpa    | Nahúm Espinoza   | Tiburcio Carías Andino                                            | 35,000               | 1965                  |
| Motagua           | Tegucigalpa    | Diego Vásquez    | Tiburcio Carías Andino                                            | 35,000               | 1965                  |
| Real España       | San Pedro Sula | Martín García    | General Francisco Morazán Olímpico Metropolitano                  | 20,000 40,000        | 1965                  |
| Marathón          | San Pedro Sula | Héctor Vargas    | General Francisco Morazán Olímpico Metropolitano Yankel Rosenthal | 20,000 40,000 15,000 | 1965                  |
| Vida              | La Ceiba       | Héctor Castellón | Municipal Ceibeño                                                 | 20,000               | 1965                  |
| Platense          | Puerto Cortés  | Carlos Martínez  | Excelsior                                                         | 15,000               | 1965                  |
| Real Sociedad     | Tocoa          | David Fúnez      | Francisco Martínez Durón                                          | 10,000               | 2012                  |
| Honduras Progreso | El Progreso    | Horacio Londoño  | Humberto Micheletti                                               | 5,000                | 1965                  |
| Juticalpa F. C.   | Juticalpa      | Ramón Maradiaga  | Juan Ramón Brevé Vargas                                           | 22,000               | 2015                  |
| UPNFM             | Tegucigalpa    | Salomón Nazar    | Tiburcio Carías Andino                                            | 35,000               | 2017                  |

### Equipos por zona geográfica
| Honduras Progreso Motagua Olimpia Real Sociedad Real España Marathón Vida UPNFM Platense Juticalpa FC \| Departamento \| N.º \| Equipos \| \| ----------------- \| --- \| -------------------------------- \| \| Cortés \| 3 \| Marathon, Platense y Real España \| \| Francisco Morazán \| 3 \| Motagua, Olimpia y UPNFM \| \| Yoro \| 1 \| Honduras Progreso \| \| Atlántida \| 1 \| Vida \| \| Colón \| 1 \| Real Sociedad \| \| Olancho \| 1 \| Juticalpa F. C. \| |     |                                  |
| Departamento | N.º | Equipos                          |
| Cortés | 3   | Marathon, Platense y Real España |
| Francisco Morazán | 3   | Motagua, Olimpia y UPNFM         |
| Yoro | 1   | Honduras Progreso                |
| Atlántida | 1   | Vida                             |
| Colón | 1   | Real Sociedad                    |
| Olancho | 1   | Juticalpa F. C.                  |

### Cambios de entrenadores
| Equipo            | Entrenador saliente | Jornadas | Nuevo entrenador | Jornadas |
| ----------------- | ------------------- | -------- | ---------------- | -------- |
| Honduras Progreso | Nerlin Membreño     | Pre.     | Horacio Londoño  | 1 - 18   |
| Platense          | Jairo Ríos          | 1 - 3    | Carlos Martínez  | 4 - 18   |
| Real Sociedad     | Douglas Munguía     | 1 - 5    | David Fúnez      | 6 - 18   |
| Juticalpa F.C.    | Mauro Reyes         | 1 - 7    | Ramón Maradiaga  | 8 - 18   |
| Olimpia           | Carlos Restrepo     | 1 - 13   | Nahúm Espinoza   | 14 - 18  |

### Fase de clasificación
| Jornada 1          | Jornada 1 | Jornada 1      | Jornada 1           | Jornada 1   | Jornada 1 |
| Local              | Resultado | Visitante      | Estadio             | Fecha       | Hora      |
| ------------------ | --------- | -------------- | ------------------- | ----------- | --------- |
| Olimpia            | 1 - 0     | Real Sociedad  | Carlos Miranda      | 13 de enero | 17:00     |
| Real España        | 1 - 0     | Vida           | Olímpico            | 13 de enero | 19:00     |
| Honduras Progreso  | 4 - 3     | Juticalpa F.C. | Humberto Micheletti | 13 de enero | 19:15     |
| UPNFM              | 1 - 2     | Motagua        | Emilio Williams     | 14 de enero | 15:00     |
| Platense           | 2 - 4     | Marathon       | Excélsior           | 14 de enero | 15:00     |
| Total de goles: 18 |           |                |                     |             |           |

| Jornada 2          | Jornada 2 | Jornada 2     | Jornada 2                       | Jornada 2   | Jornada 2 |
| Local              | Resultado | Visitante     | Estadio                         | Fecha       | Hora      |
| ------------------ | --------- | ------------- | ------------------------------- | ----------- | --------- |
| Marathon           | 3 - 2     | UPNFM         | Morazán                         | 24 de enero | 19:00     |
| Motagua            | 2 - 0     | Real Sociedad | Emilio Williams                 | 24 de enero | 19:00     |
| Juticalpa F.C.     | 3 - 5     | Olimpia       | Estadio Juan Ramón Brevé Vargas | 24 de enero | 19:00     |
| Vida               | 1 - 0     | Platense      | Ceibeño                         | 24 de enero | 19:00     |
| Honduras Progreso  | 1 - 1     | Real España   | Humberto Micheletti             | 24 de enero | 19:15     |
| Total de goles: 18 |           |               |                                 |             |           |

| Jornada 3         | Jornada 3 | Jornada 3         | Jornada 3          | Jornada 3   | Jornada 3 |
| Local             | Resultado | Visitante         | Estadio            | Fecha       | Hora      |
| ----------------- | --------- | ----------------- | ------------------ | ----------- | --------- |
| Real España       | 0 - 0     | Motagua           | Morazán            | 27 de enero | 19:00     |
| Real Sociedad     | 0 - 1     | Honduras Progreso | Francisco Martínez | 28 de enero | 14:00     |
| Platense          | 0 - 0     | Juticalpa F.C.    | Excélsior          | 28 de enero | 15:00     |
| UPNFM             | 2 - 1     | Vida              | Emilio Williams    | 28 de enero | 15:00     |
| Olimpia           | 1 - 1     | Marathon          | Carlos Miranda     | 28 de enero | 16:00     |
| Total de goles: 6 |           |                   |                    |             |           |

| Jornada 4          | Jornada 4 | Jornada 4         | Jornada 4          | Jornada 4     | Jornada 4 |
| Local              | Resultado | Visitante         | Estadio            | Fecha         | Hora      |
| ------------------ | --------- | ----------------- | ------------------ | ------------- | --------- |
| Motagua            | 3 - 0     | Honduras Progreso | Nacional           | 31 de enero   | 19:00     |
| Real Sociedad      | 1 - 1     | UPNFM             | Francisco Martínez | 1 de febrero  | 15:00     |
| Vida               | 1 - 1     | Olimpia           | Ceibeño            | 1 de febrero  | 19:15     |
| Marathon           | 2 - 1     | Juticalpa F.C.    | Yankel Rosenthal   | 21 de febrero | 15:00     |
| Platense           | 1 - 1     | Real España       | Excélsior          | 21 de febrero | 19:00     |
| Total de goles: 12 |           |                   |                    |               |           |

| Jornada 5          | Jornada 5 | Jornada 5     | Jornada 5               | Jornada 5    | Jornada 5 |
| Local              | Resultado | Visitante     | Estadio                 | Fecha        | Hora      |
| ------------------ | --------- | ------------- | ----------------------- | ------------ | --------- |
| Marathon           | 1 - 1     | Real España   | Yankel Rosenthal        | 3 de febrero | 15:00     |
| Juticalpa F.C.     | 2 - 1     | Real Sociedad | Juan Ramón Brevé Vargas | 4 de febrero | 14:00     |
| UPNFM              | 0 - 2     | Platense      | Carlos Miranda          | 4 de febrero | 15:00     |
| Olimpia            | 1 - 1     | Motagua       | Nacional                | 4 de febrero | 16:00     |
| Honduras Progreso  | 1 - 0     | Vida          | Humberto Micheletti     | 4 de febrero | 18:00     |
| Total de goles: 10 |           |               |                         |              |           |

| Jornada 6          | Jornada 6 | Jornada 6         | Jornada 6          | Jornada 6    | Jornada 6 |
| Local              | Resultado | Visitante         | Estadio            | Fecha        | Hora      |
| ------------------ | --------- | ----------------- | ------------------ | ------------ | --------- |
| Real Sociedad      | 1 - 0     | Marathon          | Francisco Martínez | 7 de febrero | 15:00     |
| Olimpia            | 6 - 1     | Honduras Progreso | Nacional           | 7 de febrero | 19:00     |
| Real España        | 0 - 1     | UPNFM             | Morazán            | 7 de febrero | 19:00     |
| Platense           | 3 - 3     | Motagua           | Excélsior          | 7 de febrero | 19:00     |
| Vida               | 3 - 0     | Juticalpa F.C.    | Ceibeño            | 7 de febrero | 19:15     |
| Total de goles: 18 |           |                   |                    |              |           |

| Jornada 7         | Jornada 7 | Jornada 7     | Jornada 7               | Jornada 7     | Jornada 7 |
| Local             | Resultado | Visitante     | Estadio                 | Fecha         | Hora      |
| ----------------- | --------- | ------------- | ----------------------- | ------------- | --------- |
| Real España       | 0 - 1     | Olimpia       | Morazán                 | 10 de febrero | 19:00     |
| Juticalpa F.C.    | 1 - 1     | UPNFM         | Juan Ramón Brevé Vargas | 11 de febrero | 14:00     |
| Vida              | 0 - 0     | Real Sociedad | Ceibeño                 | 11 de febrero | 15:00     |
| Motagua           | 3 - 0     | Marathon      | Nacional                | 11 de febrero | 16:00     |
| Honduras Progreso | 2 - 1     | Platense      | Humberto Micheletti     | 11 de febrero | 18:00     |
| Total de goles: 9 |           |               |                         |               |           |

| Jornada 8         | Jornada 8 | Jornada 8         | Jornada 8               | Jornada 8     | Jornada 8 |
| Local             | Resultado | Visitante         | Estadio                 | Fecha         | Hora      |
| ----------------- | --------- | ----------------- | ----------------------- | ------------- | --------- |
| Real Sociedad     | 2 - 0     | Real España       | Francisco Martínez      | 14 de febrero | 14:00     |
| Marathon          | 2 - 2     | Vida              | Yankel Rosenthal        | 14 de febrero | 15:00     |
| UPNFM             | 1 - 0     | Honduras Progreso | Nacional                | 14 de febrero | 16:30     |
| Juticalpa F.C.    | 0 - 1     | Motagua           | Juan Ramón Brevé Vargas | 14 de febrero | 19:00     |
| Olimpia           | 0 - 0     | Platense          | Nacional                | 14 de febrero | 19:00     |
| Total de goles: 8 |           |                   |                         |               |           |

| Jornada 9         | Jornada 9 | Jornada 9      | Jornada 9           | Jornada 9     | Jornada 9 |
| Local             | Resultado | Visitante      | Estadio             | Fecha         | Hora      |
| ----------------- | --------- | -------------- | ------------------- | ------------- | --------- |
| UPNFM             | 0 - 2     | Olimpia        | Emilio Williams     | 17 de febrero | 18:00     |
| Real España       | 1 - 0     | Juticalpa F.C. | Morazán             | 17 de febrero | 19:00     |
| Motagua           | 1 - 0     | Vida           | Ceibeño             | 17 de febrero | 19:00     |
| Platense          | 2 - 1     | Real Sociedad  | Excélsior           | 18 de febrero | 16:00     |
| Honduras Progreso | 0 - 2     | Marathon       | Humberto Micheletti | 18 de febrero | 18:00     |
| Total de goles: 9 |           |                |                     |               |           |

| Jornada 10         | Jornada 10 | Jornada 10        | Jornada 10              | Jornada 10    | Jornada 10 |
| Local              | Resultado  | Visitante         | Estadio                 | Fecha         | Hora       |
| ------------------ | ---------- | ----------------- | ----------------------- | ------------- | ---------- |
| Vida               | 3 - 2      | Real España       | Ceibeño                 | 24 de febrero | 19:15      |
| Juticalpa F.C.     | 2 - 1      | Honduras Progreso | Juan Ramón Brevé Vargas | 25 de febrero | 14:00      |
| Marathon           | 3 - 0      | Platense          | Yankel Rosenthal        | 25 de febrero | 15:00      |
| Real Sociedad      | 0 - 2      | Olimpia           | Francisco Martínez      | 7 de marzo    | 14:00      |
| Motagua            | 2 - 0      | UPNFM             | Nacional                | 7 de marzo    | 19:00      |
| Total de goles: 15 |            |                   |                         |               |            |

| Jornada 11         | Jornada 11 | Jornada 11        | Jornada 11         | Jornada 11 | Jornada 11 |
| Local              | Resultado  | Visitante         | Estadio            | Fecha      | Hora       |
| ------------------ | ---------- | ----------------- | ------------------ | ---------- | ---------- |
| Real España        | 1 - 0      | Honduras Progreso | Morazán            | 3 de marzo | 19:00      |
| UPNFM              | 1 - 2      | Marathon          | Nacional           | 4 de marzo | 13:30      |
| Real Sociedad      | 2 - 2      | Motagua           | Francisco Martínez | 4 de marzo | 14:00      |
| Platense           | 3 - 1      | Vida              | Excélsior          | 4 de marzo | 16:00      |
| Olimpia            | 1 - 2      | Juticalpa F.C.    | Nacional           | 4 de marzo | 16:00      |
| Total de goles: 15 |            |                   |                    |            |            |

| Jornada 12         | Jornada 12 | Jornada 12    | Jornada 12              | Jornada 12  | Jornada 12 |
| Local              | Resultado  | Visitante     | Estadio                 | Fecha       | Hora       |
| ------------------ | ---------- | ------------- | ----------------------- | ----------- | ---------- |
| Motagua            | 1 - 2      | Real España   | Emilio Williams         | 10 de marzo | 19:00      |
| Vida               | 1 - 0      | UPNFM         | Ceibeño                 | 10 de marzo | 19:15      |
| Honduras Progreso  | 1 - 0      | Real Sociedad | Humberto Micheletti     | 10 de marzo | 19:30      |
| Marathon           | 3 - 1      | Olimpia       | Yankel Rosenthal        | 11 de marzo | 15:00      |
| Juticalpa F.C.     | 3 - 1      | Platense      | Juan Ramón Brevé Vargas | 11 de marzo | 16:00      |
| Total de goles: 13 |            |               |                         |             |            |

| Jornada 13         | Jornada 13 | Jornada 13    | Jornada 13              | Jornada 13  | Jornada 13 |
| Local              | Resultado  | Visitante     | Estadio                 | Fecha       | Hora       |
| ------------------ | ---------- | ------------- | ----------------------- | ----------- | ---------- |
| UPNFM              | 3 - 0      | Real Sociedad | Nacional                | 17 de marzo | 18:00      |
| Juticalpa F.C.     | 2 - 0      | Marathon      | Juan Ramón Brevé Vargas | 17 de marzo | 18:00      |
| Honduras Progreso  | 1 - 2      | Motagua       | Humberto Micheletti     | 18 de marzo | 15:00      |
| Olimpia            | 1 - 1      | Vida          | Nacional                | 18 de marzo | 16:00      |
| Real España        | 4 - 2      | Platense      | Morazán                 | 21 de marzo | 19:00      |
| Total de goles: 16 |            |               |                         |             |            |

| Jornada 14        | Jornada 14 | Jornada 14        | Jornada 14         | Jornada 14  | Jornada 14 |
| Local             | Resultado  | Visitante         | Estadio            | Fecha       | Hora       |
| ----------------- | ---------- | ----------------- | ------------------ | ----------- | ---------- |
| Real España       | 1 - 1      | Marathon          | Morazán            | 24 de marzo | 19:00      |
| Real Sociedad     | 1 - 0      | Juticalpa F.C.    | Francisco Martínez | 25 de marzo | 14:00      |
| Vida              | 1 - 1      | Honduras Progreso | Ceibeño            | 25 de marzo | 16:00      |
| Platense          | 1 - 0      | UPNFM             | Excélsior          | 25 de marzo | 16:00      |
| Motagua           | 0 - 1      | Olimpia           | Nacional           | 25 de marzo | 16:00      |
| Total de goles: 7 |            |                   |                    |             |            |

| Jornada 15         | Jornada 15 | Jornada 15    | Jornada 15              | Jornada 15  | Jornada 15 |
| Local              | Resultado  | Visitante     | Estadio                 | Fecha       | Hora       |
| ------------------ | ---------- | ------------- | ----------------------- | ----------- | ---------- |
| Marathon           | 3 - 1      | Real Sociedad | Yankel Rosenthal        | 28 de marzo | 15:00      |
| UPNFM              | 2 - 2      | Real España   | Nacional                | 28 de marzo | 17:00      |
| Juticalpa F.C.     | 1 - 2      | Vida          | Juan Ramón Brevé Vargas | 28 de marzo | 18:00      |
| Motagua            | 1 - 2      | Platense      | Nacional                | 28 de marzo | 19:15      |
| Honduras Progreso  | 3 - 2      | Olimpia       | Humberto Micheletti     | 29 de marzo | 19:15      |
| Total de goles: 19 |            |               |                         |             |            |

| Jornada 16         | Jornada 16 | Jornada 16        | Jornada 16         | Jornada 16 | Jornada 16 |
| Local              | Resultado  | Visitante         | Estadio            | Fecha      | Hora       |
| ------------------ | ---------- | ----------------- | ------------------ | ---------- | ---------- |
| Marathon           | 2 - 1      | Motagua           | Yankel Rosenthal   | 7 de abril | 15:00      |
| UPNFM              | 3 - 2      | Juticalpa F.C.    | Nacional           | 7 de abril | 18:00      |
| Platense           | 0 - 1      | Honduras Progreso | Excélsior          | 8 de abril | 15:00      |
| Real Sociedad      | 1 - 1      | Vida              | Francisco Martínez | 8 de abril | 15:30      |
| Olimpia            | 2 - 2      | Real España       | Nacional           | 8 de abril | 16:00      |
| Total de goles: 15 |            |                   |                    |            |            |

| Jornada 17         | Jornada 17 | Jornada 17     | Jornada 17          | Jornada 17  | Jornada 17 |
| Local              | Resultado  | Visitante      | Estadio             | Fecha       | Hora       |
| ------------------ | ---------- | -------------- | ------------------- | ----------- | ---------- |
| Real España        | 1 - 0      | Real Sociedad  | Morazán             | 11 de abril | 19:00      |
| Olimpia            | 1 - 2      | Real España    | Nacional            | 11 de abril | 19:15      |
| Vida               | 0 - 1      | Marathon       | Ceibeño             | 11 de abril | 19:15      |
| Honduras Progreso  | 1 - 0      | UPNFM          | Humberto Micheletti | 11 de abril | 19:15      |
| Motagua            | 3 - 2      | Juticalpa F.C. | Carlos Miranda      | 12 de abril | 19:00      |
| Total de goles: 11 |            |                |                     |             |            |

| Jornada 18         | Jornada 18 | Jornada 18        | Jornada 18              | Jornada 18  | Jornada 18 |
| Local              | Resultado  | Visitante         | Estadio                 | Fecha       | Hora       |
| ------------------ | ---------- | ----------------- | ----------------------- | ----------- | ---------- |
| Juticalpa F.C.     | 1 - 2      | Real España       | Juan Ramón Brevé Vargas | 15 de abril | 15:00      |
| Real Sociedad      | 0 - 1      | Platense          | Francisco Martínez      | 15 de abril | 15:00      |
| Marathon           | 2 - 1      | Honduras Progreso | Yankel Rosenthal        | 15 de abril | 15:00      |
| Vida               | 0 - 1      | Motagua           | Ceibeño                 | 15 de abril | 15:00      |
| Olimpia            | 4 - 0      | UPNFM             | Nacional                | 15 de abril | 15:00      |
| Total de goles: 12 |            |                   |                         |             |            |

## Torneo Clausura

### Fase regular
Simbología:

Pts: puntos acumulados.

PJ: partidos jugados.

PG: partidos ganados.

PE: partidos empatados.

PP: partidos perdidos.

GF: goles a favor.

GC: goles en contra.

|                                            |     | Equipo          | PJ | G  | E | P  | GF | GC | Dif. | Pts |
| ------------------------------------------ | --- | --------------- | -- | -- | - | -- | -- | -- | ---- | --- |
|                                            | 1.  | Marathón        | 18 | 11 | 4 | 3  | 35 | 23 | +12  | 37  |
|                                            | 2.  | Motagua         | 18 | 10 | 4 | 4  | 29 | 17 | +12  | 34  |
|                                            | 3.  | Olimpia         | 18 | 9  | 6 | 3  | 34 | 19 | +15  | 33  |
|                                            | 4.  | Real España     | 18 | 7  | 7 | 4  | 22 | 19 | +3   | 28  |
|                                            | 5.  | Honduras P      | 18 | 8  | 2 | 8  | 22 | 30 | -8   | 26  |
|                                            | 6.  | Platense        | 18 | 6  | 4 | 8  | 22 | 27 | -5   | 22  |
|                                            | 7.  | Vida            | 18 | 5  | 6 | 7  | 18 | 19 | -1   | 21  |
|                                            | 8.  | UPNFM           | 18 | 5  | 3 | 10 | 18 | 27 | -9   | 18  |
|                                            | 9.  | Juticalpa F. C. | 18 | 5  | 2 | 11 | 25 | 32 | -7   | 17  |
|                                            | 10. | Real Sociedad   | 18 | 3  | 4 | 11 | 11 | 23 | -12  | 13  |
| Última actualización: 15 de abril de 2018. |     |                 |    |    |   |    |    |    |      |     |

### Goleadores
| Pos. | Jugador           | Equipo            | Goles |
| ---- | ----------------- | ----------------- | ----- |
| 1.°  | Yustin Arboleda   | Marathón          | 10    |
| 1.°  | Rubilio Castillo  | Motagua           | 10    |
| 2.°  | Jamal Charles     | Vida              | 8     |
| 2.°  | Ovidio Lanza      | Juticalpa F.C.    | 8     |
| 4.°  | Michaell Chirinos | Olimpia           | 7     |
| 5.°  | Carlo Costly      | Olimpia           | 6     |
| 5.°  | Brunet Hay Pino   | Platense          | 6     |
| 5.°  | Júnior Lacayo     | Marathon          | 6     |
| 6.°  | Franco Güity      | Juticalpa F. C.   | 5     |
| 6.°  | Frelys López      | Honduras Progreso | 5     |
| 6.°  | Rony Martínez     | Olimpia           | 5     |
| 6.°  | Mario Martínez    | Real España       | 5     |
| 6.°  | Ángel Tejeda      | Real España       | 5     |
| 7.°  | Javier Estupiñán  | Olimpia           | 4     |

## Fase final
|  | Repechajes | Repechajes        | Repechajes | Repechajes | Repechajes |  |  | Semifinales | Semifinales | Semifinales | Semifinales | Semifinales |  |  | Final | Final    | Final | Final | Final |
|  |            |                   |            |            |            |  |  |             |             |             |             |             |  |  |       |          |       |       |       |
|  |            |                   |            |            |            |  |  | 1°          | Marathon    | 1           | 2           | 3           |  |  |       |          |       |       |       |
|  | 4°         | Real España       | 1          | 0          | 1          |  |  | 4°          | Real España | 0           | 1           | 1           |  |  |       |          |       |       |       |
|  | 5°         | Honduras Progreso | 1          | 0          | 1          |  |  |             |             |             |             |             |  |  | 1°    | Marathon | 1     | 1     | 2     |
|  |            |                   |            |            |            |  |  |             |             |             |             |             |  |  | 2°    | Motagua  | 1     | 0     | 1     |
|  |            |                   |            |            |            |  |  | 2°          | Motagua     | 1           | 0           | 1           |  |  |       |          |       |       |       |
|  | 3°         | Olimpia           | 0          | 2          | 2          |  |  | 3°          | Olimpia     | 1           | 0           | 1           |  |  |       |          |       |       |       |
|  | 6°         | Platense          | 0          | 1          | 1          |  |  |             |             |             |             |             |  |  |       |          |       |       |       |

### Repechajes
| 18 de abril de 2018, 19:15. | Honduras Progreso | 1:1 (1:0) | Real España | Estadio Humberto Micheletti, El Progreso. |                           |
|                             | León 41'          | Reporte   | López 82'   | Árbitro(s): Oscar Moncada                 | Árbitro(s): Oscar Moncada |

| 21 de abril de 2018, 19:00.           | Real España | 0:0     | Honduras Progreso | Estadio Francisco Morazán, San Pedro Sula. |                            |
|                                       |             | Reporte |                   | Árbitro(s): Armando Castro                 | Árbitro(s): Armando Castro |
| Real España avanzó a las semifinales. |             |         |                   |                                            |                            |

| 19 de abril de 2018, 19:00. | Platense | 0:0     | Olimpia | Estadio Excelsior, Puerto Cortes. |                              |
|                             |          | Reporte |         | Árbitro(s): Melvin Matamoros      | Árbitro(s): Melvin Matamoros |

| 22 de abril de 2018, 16:00.       | Olimpia                     | 2:1 (2:0) | Platense       | Estadio Nacional, Tegucigalpa. |                              |
|                                   | Chirinos 31' · Martínez 35' | Reporte   | Winchister 85' | Árbitro(s): Héctor Rodríguez   | Árbitro(s): Héctor Rodríguez |
| Olimpia avanzó a las semifinales. |                             |           |                |                                |                              |

### Semifinales
| 28 de abril de 2018, 19:00. | Real España | 0:1 (0:0) | Marathón     | Estadio Francisco Morazán, San Pedro Sula. |                              |
|                             |             | Reporte   | Arboleda 49' | Árbitro(s): Melvin Matamoros               | Árbitro(s): Melvin Matamoros |

| 5 de mayo de 2018, 15:00.   | Marathón                     | 2:1 (1:0) | Real España       | Estadio Yankel Rosenthal, San Pedro Sula. |                              |
|                             | Leverón 2' (p.) · Lahera 49' | Reporte   | Martínez 87' (p.) | Árbitro(s): Héctor Rodríguez              | Árbitro(s): Héctor Rodríguez |
| Marathon avanzó a la final. |                              |           |                   |                                           |                              |

| 29 de abril de 2018, 16:00. | Olimpia | 0:0     | Motagua | Estadio Nacional, Tegucigalpa. |                           |
|                             |         | Reporte |         | Árbitro(s): Saíd Martínez      | Árbitro(s): Saíd Martínez |

| 6 de mayo de 2018, 16:00.  | Motagua      | 1:1 (0:1) | Olimpia    | Estadio Nacional, Tegucigalpa. |                           |
|                            | Martínez 76' | Reporte   | Costly 38' | Árbitro(s): Oscar Moncada      | Árbitro(s): Oscar Moncada |
| Motagua avanzó a la final. |              |           |            |                                |                           |

### Final
| 13 de mayo de 2018, 16:00. | Motagua    | 1:1 (1:1) | Marathon     | Estadio Nacional, Tegucigalpa. |                              |
|                            | Discua 26' | Reporte   | Martínez 40' | Árbitro(s): Melvin Matamoros   | Árbitro(s): Melvin Matamoros |

| 19 de mayo de 2018, 15:00.    | Marathon                                                    | 0:0 (5:4 p.)               | Motagua                                                    | Estadio Yankel Rosenthal, San Pedro Sula. |                           |
|                               |                                                             | Reporte                    |                                                            | Árbitro(s): Oscar Moncada                 | Árbitro(s): Oscar Moncada |
|                               |                                                             | Tiros desde el punto penal |                                                            |                                           |                           |
|                               | Leverón · Banegas · Vargas · Suazo · Rodríguez · /> Johnson |                            | Crisanto · Montes · Martínez · Pereira · Elvir · Mayorquín |                                           |                           |
| Marathon se consagró campeón. |                                                             |                            |                                                            |                                           |                           |

|                             |
| Campeón Marathon 9.° título |

### Goleadores
| Pos. | Jugador           | Equipo            | Goles |
| ---- | ----------------- | ----------------- | ----- |
| 1.°  | Yustin Arboleda   | Marathón          | 10    |
| 1.°  | Rubilio Castillo  | Motagua           | 10    |
| 2.°  | Jamal Charles     | Vida              | 8     |
| 2.°  | Ovidio Lanza      | Juticalpa F.C.    | 8     |
| 4.°  | Michaell Chirinos | Olimpia           | 7     |
| 5.°  | Carlo Costly      | Olimpia           | 6     |
| 5.°  | Brunet Hay Pino   | Platense          | 6     |
| 5.°  | Júnior Lacayo     | Marathon          | 6     |
| 6.°  | Franco Güity      | Juticalpa F. C.   | 5     |
| 6.°  | Frelys López      | Honduras Progreso | 5     |
| 6.°  | Rony Martínez     | Olimpia           | 5     |
| 6.°  | Mario Martínez    | Real España       | 5     |
| 6.°  | Ángel Tejeda      | Real España       | 5     |
| 7.°  | Javier Estupiñán  | Olimpia           | 4     |

## Estadísticas

### Clasificados a torneos internacionales
| Clasificado | Concacaf Liga Campeones 2019-20 |
| ----------- | ------------------------------- |
| Marathon    | Mejor Campeón Temporada 2017-18 |

| Clasificado | Liga Concacaf 2018                  |
| ----------- | ----------------------------------- |
| Real España | Campeón Torneo Apertura 2017        |
| Motagua     | Segundo Lugar Tabla General 2017-18 |

### Promedio de Descenso
| Pos  | Equipo            | Ap. 2017 | Cl. 2018 | Total | PJ | Promedio |
| ---- | ----------------- | -------- | -------- | ----- | -- | -------- |
| 1.º  | Marathon          | 34       | 37       | 71    | 36 | 2.1667   |
| 2.º  | Motagua           | 33       | 34       | 67    | 36 | 1.7778   |
| 3.º  | Olimpia           | 31       | 33       | 64    | 36 | 1.7222   |
| 4.º  | Real España       | 29       | 28       | 57    | 36 | 1.5556   |
| 5.º  | Juticalpa F. C.   | 28       | 17       | 45    | 36 | 1.3333   |
| 6.º  | UPNFM             | 24       | 18       | 42    | 36 | 1.3333   |
| 7.º  | Vida              | 21       | 21       | 42    | 36 | 1.3333   |
| 8.º  | Platense          | 19       | 22       | 41    | 36 | 1.0000   |
| 9.º  | Honduras Progreso | 13       | 26       | 39    | 36 | 0.8333   |
| 10.º | Real Sociedad     | 22       | 13       | 35    | 36 | 0.5000   |

|  |                                                                                             |
|  | El equipo que ocupó esta posición al finalizar la temporada descendió a la Liga de Ascenso. |